# Гутергрош

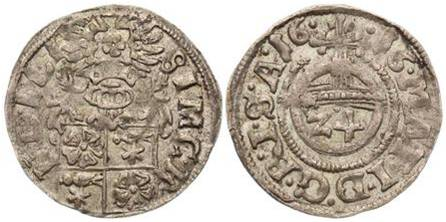
Гутергрош вартістю рейхсталера (1616 рік) — також званий Апфельгрош («яблучний грош») через німецьку назву імперської держави, зображеної на реверсі

Гутергрош або Гутергрошен (нім. Guter Groschen, Gutergroschen або Gutegroschen — дослівно «добрий грош») — назва срібної монети типу грош, яка оцінювалася в 1⁄24 рейхсталера і карбувалась в Священній римській імперії з кінця XVI століття. Монету називали «добрим грошем», щоб відрізнити її від більш легкого «марієнгроша» (нім. Mariengroschen), який за вмістом срібла оцінювався лише в 1⁄36 рейхсталера, тобто був на третину дешевше. Термін гутергрош залишався у вжитку до середини XIX століття. Абревіатура «Ggr.»

## Історія
Згідно з рішенням, затвердженим Імперським монетним статутом від 1559 року грош із зображенням на реверсі імперської держави спочатку оцінювався в 1/21, а пізніше в 1/24 імперського рейхсталера. Ці так звані апфельгороші (від нім. апфель — держава) головним чином карбувалися в країнах Північної Німеччини. На початку 1620-х років, за часів псування монет під час кризи Кіппер і Віппер на початку Тридцятилітньої віни, вони були знецінені. Після закриття монетних дворів, масово відкритих під час кризи, грош, який карбували з відновленням докризової високої проби срібла,. на відміну від «зіпсованого» гроша, отримав назву гутергрош (дослівно — «добрий грош»), що спочатку мало позначати повернення до станартів Імперського монетного статуту 1559 року і, отже, до «добрих» грошей. Згодом ця назва також стала загальною для грошей вартістю 1⁄24 рейхсталера, які карбувались з кінця XVI століття.
Монетні двори намагалися замінити нестабільні марієнгроші на гутергроші вартістю 1⁄24 рейхсталера, але вони й далі перебували в обігу як 1⁄36 рейхсталера
У торговому посібнику 1769 року Salomon Haas leicht und deutlich erklärte Waaren-Calculation співвідношення інших монет із гутергрошами ілюструється прикладами із Саксонії, Бранденбургу та Брауншвейгу: […] співвідношення монет Саксонського курфюрства аналогічне монетам Бранденбурзького маркграфства.
| Бранденбурзькі та саксонські монети: | Брауншвейзькі монети:                          |
| ------------------------------------ | ---------------------------------------------- |
| 1 рейхсталер = 24 гутергроша;        | 1 рейхсталер = 24 гутергроша = 36 марієнгроша; |
| 1 гутергрош = 12 пфенінгів.          | 1 гутергрош = 12 пфенігів;                     |
|                                      | 1 марієнгрош = 8 пфенігів.                     |